# Bogey Award

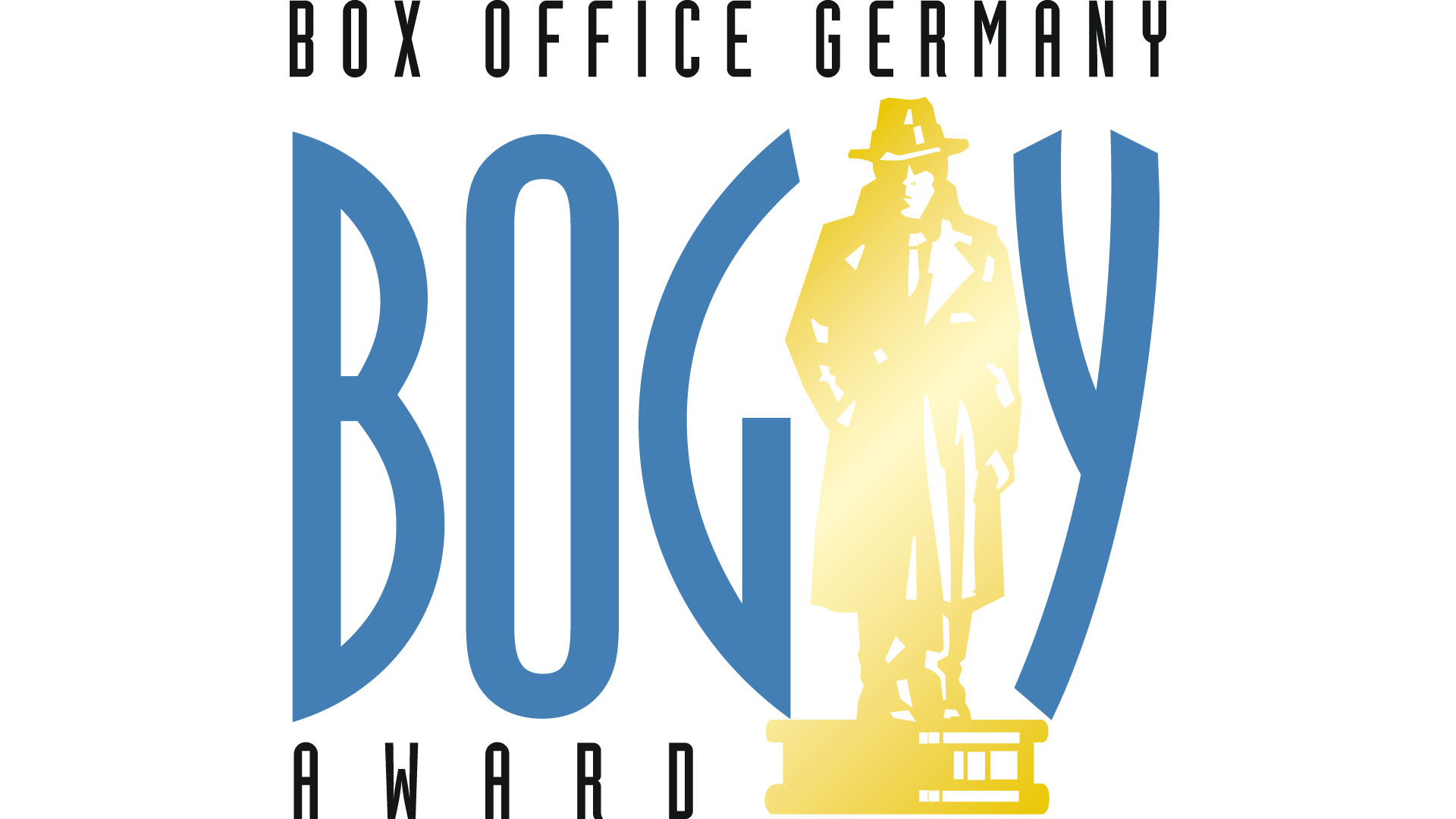
Logo

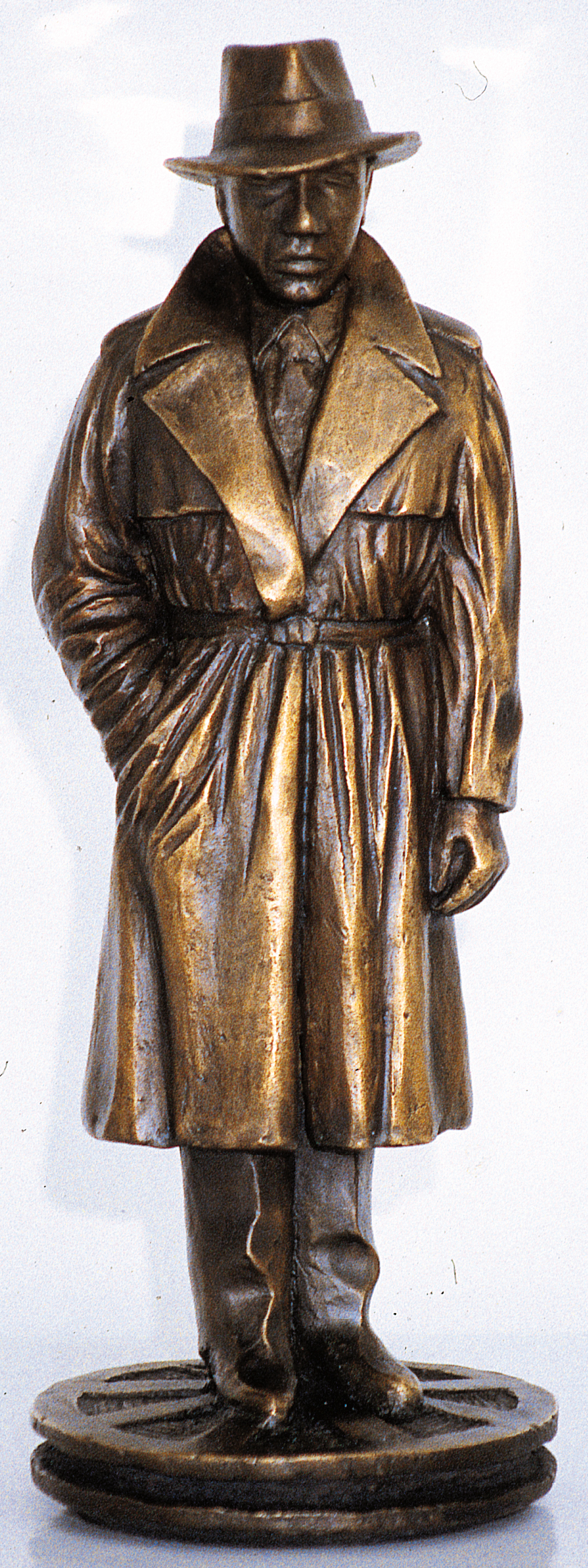
Gouden beeldje

De Bogey Award is een Duitse filmprijs. De prijs wordt gebaseerd op het aantal mensen dat een film heeft bezocht binnen een bepaalde tijdsperiode. Afhankelijk van het aantal bezoekers krijgt de film een andere versie van de prijs.
De prijs wordt uitgereikt door "Blickpunkt: Film." De prijzen zijn:
- Titanium: gezien door 10 miljoen mensen.
- Platina: vijf miljoen mensen in de eerste 50 dagen na uitkomst
- Goud: drie miljoen mensen in de eerste 30 dagen
- Zilver: twee miljoen mensen in de eerste 20 dagen
- Bogey Award: een miljoen mensen, of 1000 mensen per kopie, met een minimum van 25 kopieën, binnen de eerste 10 dagen.